# Julija Manaharowa
Julija Anatolijiwna Manaharowa (ukrainisch Юлія Анатоліївна Манагарова, russisch Юлия Анатольевна Манагарова / Julija Anatoljewna Managarowa; * 27. September 1988 in Krywyj Rih, Ukrainische SSR, Sowjetunion) ist eine gebürtige ukrainische ehemalige Handballspielerin, die ab 2017 dem Kader der russischen Nationalmannschaft angehörte.

## Karriere
Julija Manaharowa begann 2003 ihre Profilaufbahn beim ukrainischen Verein HK Sparta, mit dem sie in den Spielzeiten 2008/09, 2009/10 und 2010/11 die Meisterschaft gewann. Die Außenspielerin wurde noch während der Saison 2010/11 vom rumänischen Club CS Oltchim Râmnicu Vâlcea verpflichtet. Manaharowa lief bis zur Vereinsauflösung im Jahre 2013 für Oltchim auf, mit dem sie drei Meisterschaften gewann sowie zwei Mal das Halbfinale der EHF Champions League erreichte. Anschließend schloss sie sich dem russischen Erstligisten GK Rostow am Don an. Mit Rostow gewann sie 2015, 2017, 2018, 2019, 2020 und 2022 die russische Meisterschaft, 2015, 2016, 2017, 2018, 2019, 2020, 2021 und 2025 den russischen Pokal sowie 2017 den EHF-Pokal. Nach der Saison 2024/25 beendete sie ihre Karriere.
Manaharowa bestritt mindestens 46 Länderspiele für die ukrainische Auswahl, für die sie mindestens 187 Treffer erzielte. Ab dem Sommer 2017 lief sie für die russische Nationalmannschaft auf. Bei der Europameisterschaft 2018 errang sie die Silbermedaille. Bei der Weltmeisterschaft 2019 gewann sie mit der russischen Auswahl die Bronzemedaille. Mit der russischen Auswahl gewann sie die Silbermedaille bei den Olympischen Spielen in Tokio. Manaharowa erzielte im Turnierverlauf insgesamt 16 Treffer.